# Dolyna (Bereza)
Dolyna  (in ucraino Долина?) è un villaggio (selo) in Ucraina, nel distretto di Šostka dell'oblast' di Sumy. La popolazione è di 21 persone (al 2001).

## Geografia
Il villaggio di Dolyna si trova lungo il torrente Ponurka, che sfocia nel torrente Šostka dopo 5 km. Il villaggio di Slout si trova a 3 km di distanza. L'autostrada T2502 attraversa il paese. La stazione ferroviaria di Slout dista 1,5 km.